# تشارلز جونسون (لاعب كرة قدم أمريكية)
تشارلز جونسون (بالإنجليزية: Charles Johnson)‏ هو لاعب كرة قدم أمريكية أمريكي، ولد في 10 يوليو 1986 في هاوكينسفيل في الولايات المتحدة.

## وصلات خارجية
- تشارلز جونسون على موقع مرجع كرة القدم المحترفة.كوم (الإنجليزية)